# ژان فلیپ
ژان فلیپ (به انگلیسی: Jean Philippe) (زاده ۱۹۳۰ - مرگ ۷ ژانویه ۲۰۲۲) خواننده فرانسوی بود.
او نماینده فرانسه در یوروویژن ۱۹۵۹ و نماینده سوئیس یوروویژن ۱۹۶۲ بود.